# Euseius noumeae
Euseius noumeae är en spindeldjursart som först beskrevs av Schicha 1979.  Euseius noumeae ingår i släktet Euseius och familjen Phytoseiidae. Inga underarter finns listade i Catalogue of Life.